# Euphorbia parvicyathophora
Euphorbia parvicyathophora es una especie fanerógama perteneciente a la familia de las euforbiáceas. Es endémica de Madagascar en la Provincia de Toliara.

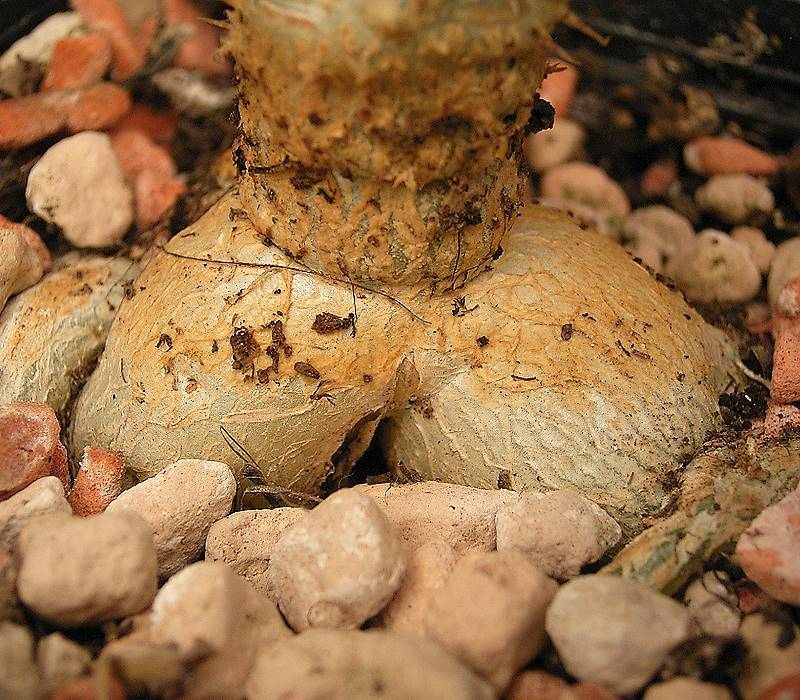
Detalle de la planta

## Hábitat
Su hábitat natural son las áreas rocosas. Está amenazada por la pérdida de hábitat.

## Descripción
Es una planta suculenta arbustiva espinosa y con las inflorescencias en ciatios.

## Taxonomía
Euphorbia parvicyathophora fue descrita por Werner Rauh y publicado en Cactus and Succulent Journal 58(4): 143. 1986.
Etimología
Euphorbia: nombre genérico que deriva del médico griego del rey Juba II de Mauritania (52 a 50 a. C. - 23), Euphorbus, en su honor – o en alusión a su gran vientre –  ya que usaba médicamente Euphorbia resinifera. En 1753 Carlos Linneo asignó el nombre a todo el género.
parvicyathophora: epíteto que significa "con pequeños ciatos"